# Wenzel Lorenz Reiner
Wenzel Lorenz Reiner (cz. Václav Vavřinec Reiner; ur. 8 sierpnia 1689 w Pradze, zm. 9 października 1743 tamże) – czeski malarz, rysownik i twórca fresków, uznawany za jednego z najwybitniejszych przedstawicieli czeskiego baroku.
Był uczniem Petera Brandla, Michaela Wenzla Halbaxa i Johanna Christopha Lischki. Był twórcą portretów, obrazów bitewnych i krajobrazów oraz fresków. Jego wczesne prace charakteryzowały się dyskretnym światłocieniem, później zyskały na świetle i monumentalizmie. 
Do najwybitniejszych dzieł Reinera zaliczają się freski: Gigantomachia nad schodami pałacu Czernina w Pradze oraz Sąd Ostateczny na podniebieniu kopuły praskiego kościoła św. Franciszka z Asyżu. Freski Reinera stały się inspiracją dla całego pokolenia czeskich twórców, takich jak Ignác Raab, Jan Petr Molitor, Jan Lukáš Kracker, Josef Kramolín. Jego dzieła znajdują się w Pradze, Oseku, Duchcowie, Dobrej Wodzie koło Czeskich Budziejowic oraz we Wrocławiu w kaplicy Hochberga. 
Wenzel Lorenz Reiner jest pochowany w kościele św. Idziego na Starym Mieście w Pradze.

## Galeria

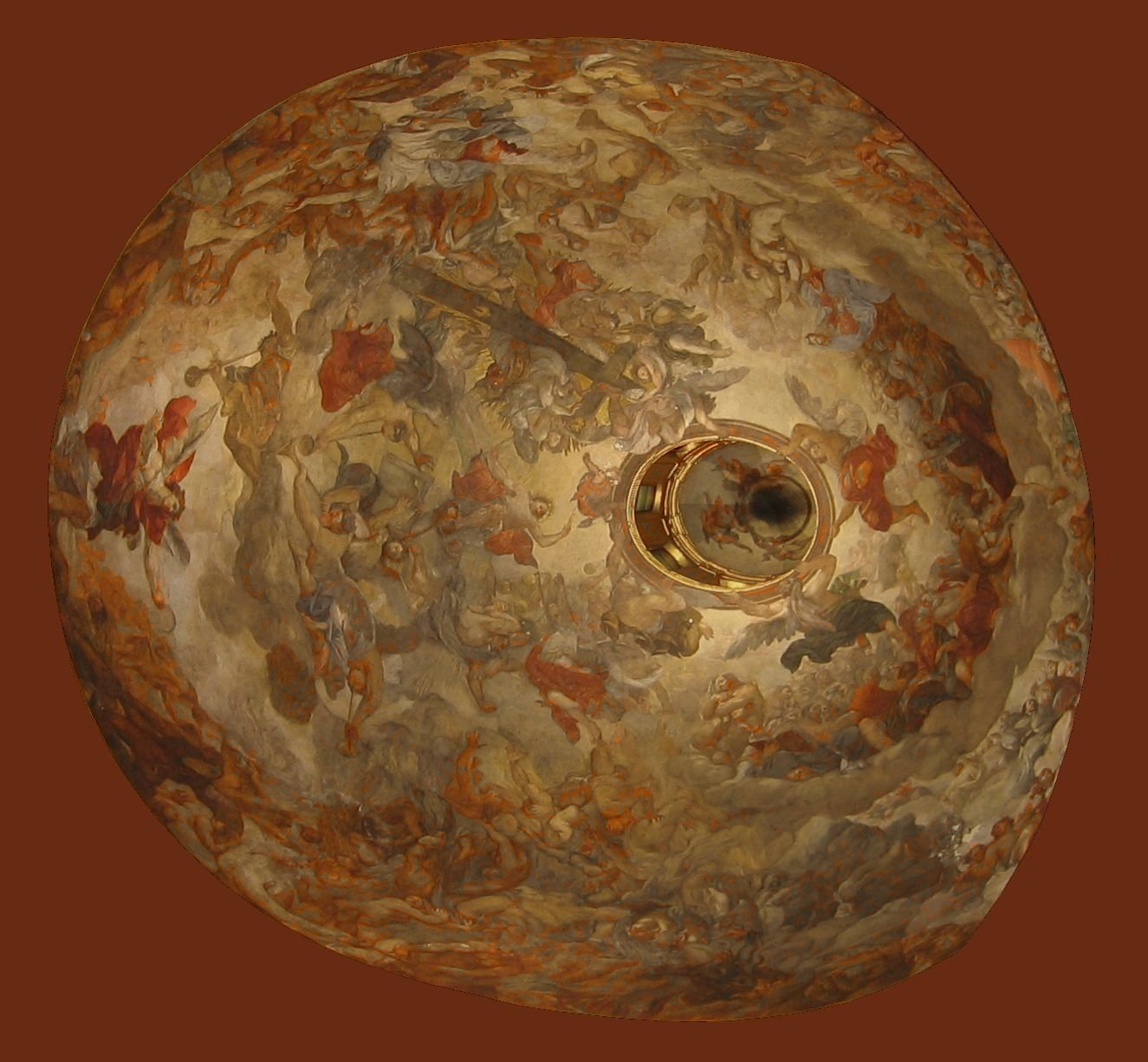
Fresk Sąd Ostateczny w kościele św. Franciszka z Asyżu w Pradze
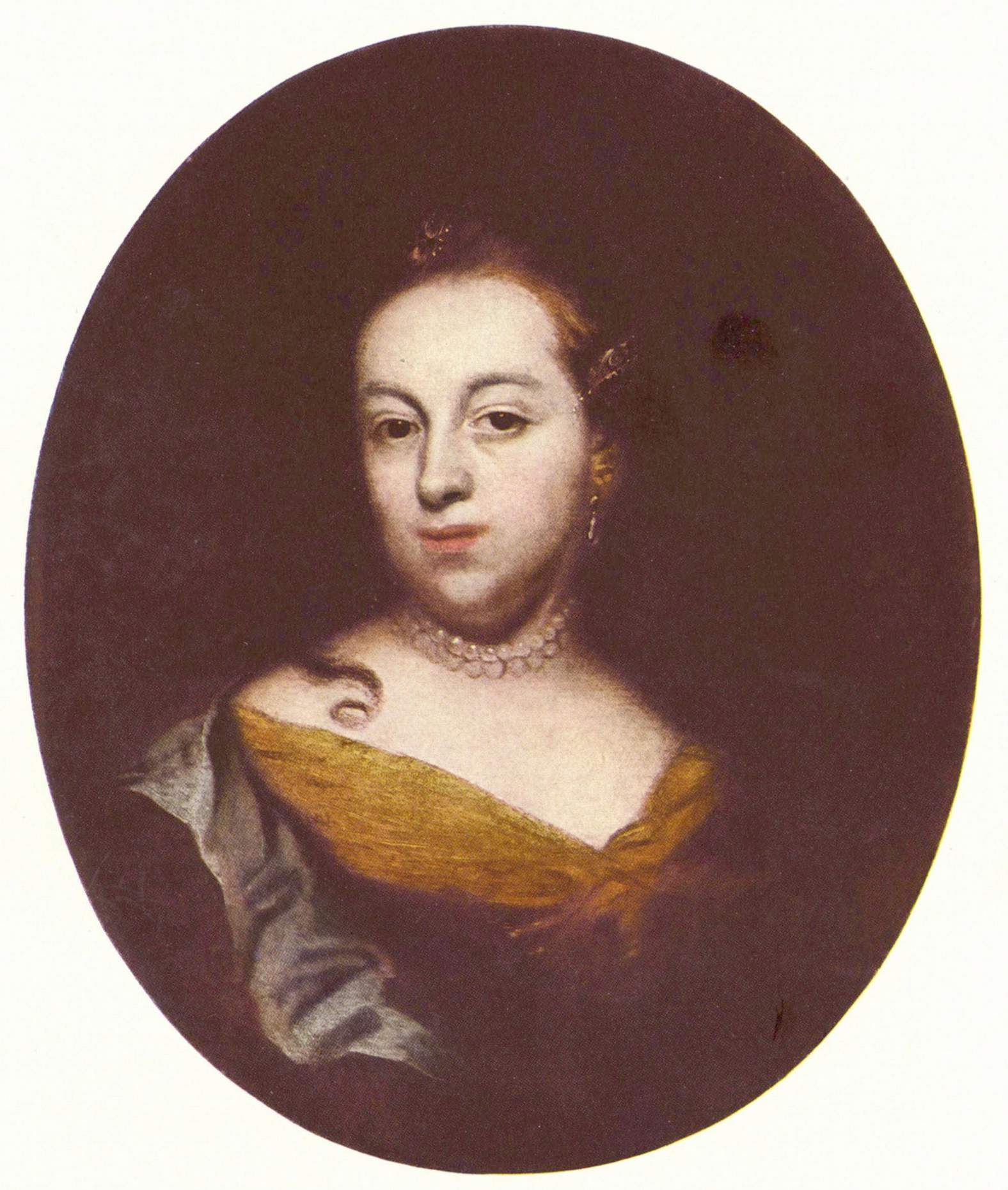
Portret owalny Anny Weroniki Hertzog von Hertzog